# Gene Hartley
Leslie (Gene) Hartley (Roanoke (Indiana), 28 januari 1926 – aldaar, 13 maart 1993) was een Amerikaans autocoureur. Hij reed 8 Formule 1-races, de Indianapolis 500 van 1950 tot 1960, behalve in 1951, 1955 en 1958.